# Аюбаев, Мухтар Акатович
Аюбаев, Мухтар Акатович (22.08.1959, с. Тургень, Энбекшиказахский р-н, Алма-Атинская обл.) — представитель высшего командования Вооружённых сил Республики Казахстан, генерал-лейтенант, командующий Республиканской гвардией (2013—2014).

## Биография
Родился селе Тургень Енбекшиказахского района Алма-Атинской области Казахская ССР. Казах по национальности. Происходит из рода шапырашты Старшего жуза.
С 1975 года работал рабочим колхоза. Служил в Советской Армий в период c 1981—1983.
C 1985 — ПО «Жетысу», в 1983 по 1984 годы — инструктор Кербулакского райкома ЛКСМК. Окончил Джамбулский технологический институт легкой и пищевой промышленности в 1981 и Высшие курсы КГБ СССР в городе Минск 1984—1985.
В 1985—1991 годы — оперуполномоченный Пахтааральского РО, оперуполномоченный Сайрамского РО, оперуполномоченный Управления Комитета государственной безопасности по Чимкентской области.
В 1991—1995 годы — старший оперуполномоченный, начальник секретариата Управления Комитета государственной безопасности по Талдыкорганской области.
С 1995 по 2002 годы — начальник отделения, заместитель начальника отдела личной охраны Президента Республики Казахстан, заместитель начальника 1-го департамента Службы охраны Президента (СОП) Республики Казахстан.
С 2002 по 2004 годы — заместитель начальника Службы охраны Президента Республики Казахстан.
С 2004 по 2006 годы — первый заместитель командующего Республиканской гвардией.
В 2006 году — начальник 1-го департамента, заместитель начальника Службы охраны Президента Республики Казахстан.
С 2006 по 2013 годы — начальник Службы охраны Президента (СОП) Республики Казахстан.
С марта 2013 Командующий Республиканской Гвардией.
С 21 апреля 2014 года — заместитель начальника Службы государственной охраны Республики Казахстан — Начальник Службы обороны объектов.
Генерал-майор (2004), генерал-лейтенант (5 мая 2010).
С 2014—2019 год — заместитель начальника Службы государственной охраны Республики Казахстан — начальник Службы обороны объектов.
С 26 июня 2019 года — заместитель начальника Службы государственной охраны Республики Казахстан - Командующим Силами особого назначения

## Награды
- Орден «Данк» 1-й степени (2017)[8]
- Орден «Данк» 2-й степени
- Орден «Айбын» 2-й степени (2004)
- Юбилейная медаль «10 лет Астане»[9]
- Юбилейная медаль «20 лет независимости Республики Казахстан» (14 декабря 2011)[10]
- Нагрудный знак «Елбасы қорғаны»
- Благодарственные письма от имени Президента РК, Руководителя Администрации Президента РК, Службы охраны Президента Республики Казахстан
- Почётный гражданин Алматинской области
- Почётный сотрудник Службы охраны Президента РК
- Семь медалей.

## Семья
Женат. Жена — Аюбаева Жамал Акимовна. Двое сыновей (Алмас, Айбол) и дочь (Алипа).